# Буриченков Георгій Андрійович
Георгій Андрійович Буриченков (нар. 2 лютого 1894 — 27 серпня 1953) — радянський військовик, начальник багатьох радянських військових шкіл та училищ, перебував на керівних посадах у системі військової освіти РСЧА.

## Біографія
Георгій Буриченков народився 2 лютого 1894 року у Владивостоці.
У 1915 році був призваний на службу в царську армію. У 1917 році закінчив школу прапорщиків. Дослужився до звання підпоручика, командував ротою 202-го запасного піхотного полку.
У лютому 1918 року Буриченков добровільно перейшов на службу до РСЧА. Брав активну участь в Громадянській війні. Був комісаром, згодом командиром стрілецького полку і бригади. Воював на Західному, Східному та Південному фронтах. За бойові заслуги був нагороджений двома орденами Червоного Прапора (за наказами Революційної військової ради Республіки № 304 в 1920 році; № 180 в 1923 році).
Після закінчення війни Буриченков продовжив службу в Робітничо-селянській Червоній Армії. Служив на різних командних посадах.
У 1924 році закінчив однорічні курси при Військовій академії РСЧА (пізніше називалася — Військова академія імені М. В. Фрунзе), в 1928 році — повторні двомісячні курси при Військовій академії імені М. В. Фрунзе.
З липня 1924 служив в системі військових навчальних закладів, був начальником і комісаром ряду військових училищ:
- 1924—1929 рік — Начальник Владикавказької піхотної школи.
- 1930—1935 рік — Начальник Київської вищої об'єднаної школи командирів РСЧА імені С. С. Каменєва.

26 листопада 1935 року наказом НКО СРСР № 2484 присвоєно звання комдива.
Із 1935 по 1939 рік — Начальник і воєнком Ленінградського Військово-морського училища ім. Фрунзе, одночасно командир загону навчальних кораблів Балтійського флоту (1936—1938).
З 1939 по 1940 рік — Начальник Каспійського ВВМУ.
У 1940—1941 роках — помічник командувача ХВО і ОдВО.
У 1941—1942 роках — помічник командувача артилерії Південного фронту по ППО. З 1942 помічник, а з 1943 року заступник командувача САВО (Середньоазіатського військового округу).
У серпні 1943 року був заарештований органами НКВС СРСР за звинуваченням у співпраці з царською охранкою. У січні 1944 року Буриченков був звільнений з лав збройних сил, а в квітні 1952 року — позбавлений звання генерал-майора.
У серпні 1953 Буриченков був амністований та відновлений в кадрах і званні. До того часу був важко хворий на рак шлунку. Помер 27 серпня 1953 року у Військовому госпіталі імені М. М. Бурденка.